# Antonio Mas-Guindal Lafarga
Antonio Mas-Guindal Lafarga (Madrid, 1950) es un arquitecto español especializado en estructuras y física de la edificación, departamento en el que es investigador en la Escuela Técnica Superior de Arquitectura de Madrid (ETSAM). Su obra del Centro Deportivo Municipal Barajas con un voladizo de 30 metros en madera es un récord estructural.

## Trayectoria
Mas-Guindal estudió arquitectura en la Escuela Técnica Superior de Arquitectura de Madrid (ETSAM) donde se graduó en 1973, y se doctoró en 1981. Después desarrolló labores como docente en el departamento de Estructuras, y en  varios máster de estructuras arquitectónicas. Su especialización en estructuras y patrimonio arquitectónico le ha llevado a desarrollar numerosos trabajos de investigación, plasmados en libros, artículos y publicaciones. Además de su labor docente en la Universidad Politécnica de Madrid, ha realizado conferencias en otras instituciones como la realizada en la Real Academia de Doctores de España Sobre el derrumbamiento de las torres gemelas de Nueva York, World Trade Center (1973-2001) e impartido cursos como los realizados en el Colegio Oficial de Arquitectos de Madrid (COAM).
Como profesional ha trabajado en la rehabilitación de edificios históricos como el madrileño Colegio y monasterio de las Madres Mercedarias, y realizó el Plan nacional de Catedrales del Ministerio de Cultura (España), así como el de Monasterios. En su trabajo como arquitecto tiene logros como la viga de madera laminada de 30 m en el Polideportivo de Barajas (Madrid), reconocido como uno de los pocos voladizos de esa longitud en madera a nivel mundial.

#### Responsabilidades y cargos
Secretario Académico de la Escuela Técnica Superior de Arquitectura de Madrid (ETSAM).
De 1988 a 1992 fue Subdirector General de Monumentos y Arqueología del Ministerio de Cultura de España, y representante de España en el Comité de Patrimonio del Consejo de Europa, en la UNESCO.

#### Reconocimientos
2018 Premio fray Antonio de Villacastín.

## Publicaciones seleccionadas
- 1992 Los métodos informáticos en el diagnóstico de edificios antiguos: el Acueducto de Segovia.[9]